# Nicholas Spinelli
Nicholas D'Addario Spinelli (Atri, 11 juni 2001) is een Italiaans motorcoureur.

## Carrière
Spinelli begon zijn motorsportcarrière in zijn thuisland Italië in 2010. In 2011 werd hij Europees kampioen in de Junior A minibike-klasse. In 2013 won hij het Europese MiniGP-kampioenschap. Vervolgens stapte hij over naar het Italiaanse PreMoto3 125-kampioenschap, waar hij in 2014 tweede en in 2015 vierde werd.
In 2016 stapte Spinelli over naar het Italiaanse Moto3-kampioenschap, waar hij vier jaar actief bleef. In 2016 werd hij op een KTM tweede achter Manuel Pagliani met twee zeges op het Autodromo Vallelunga en het Circuit Mugello. In 2017 behaalde hij met twee overwinningen op het Autodromo Internazionale Enzo e Dino Ferrari en Mugello kampioen in de klasse. In 2018 stapte hij over naar een Honda en won drie races: twee op het Misano World Circuit Marco Simoncelli en een op Vallelunga, waardoor hij achter Kevin Zannoni tweede werd. In 2019 werd hij voor de tweede keer kampioen met vijf zeges, twee op Misano en Mugello en een op Vallelunga.
In 2020 stapte Spinelli over naar het Spaanse Moto3-kampioenschap. Hij begon het seizoen op een KTM, maar reed de laatste drie races op een Honda. Hij kende een lastig jaar, waarin een dertiende plaats in de seizoensopener op het Autódromo do Estoril zijn beste resultaat was. In 2021 reed hij geen races, voordat hij in 2022 terugkeerde naar Italië om deel te nemen aan het nationale Supersport-kampioenschap. Hij reed hier op een Ducati en behaalde een zege op Mugello. Met zeven andere podiumplaatsen werd hij kampioen in de klasse. Dat jaar debuteerde hij tevens in het wereldkampioenschap Supersport tijdens het weekend in Misano als vervanger van de geblesseerde Filippo Fuligni.
In 2023 reed Spinelli een volledig seizoen in het WK Supersport op een Yamaha. In de eerste race op Phillip Island behaalde hij direct zijn eerste podiumfinish. Ook maakte hij dat jaar zijn debuut in de MotoE-klasse van het wereldkampioenschap wegrace bij het team HP Pons Los40. Hij behaalde een podiumplaats in Groot-Brittannië en eindigde in Catalonië eveneens op het podium. In het laatste weekend in San Marino stond hij twee keer op het podium, waarvan de laatste zijn eerste Grand Prix-overwinning was. Met 150 punten werd hij zesde in de eindstand.

## Statistieken

### Grand Prix

#### Per seizoen
| Seizoen | Klasse | Motor  | Team                  | Races | Winst | Podiums | Poles | SR | Ptn | Pos |
| ------- | ------ | ------ | --------------------- | ----- | ----- | ------- | ----- | -- | --- | --- |
| 2023    | MotoE  | Ducati | HP Pons Los40         | 16    | 1     | 4       | 0     | 0  | 150 | 6e  |
| 2024    | MotoE  | Ducati | Tech3 E-Racing        | 16    | 3     | 5       | 0     | 2  | 149 | 7e  |
| 2025*   | MotoE  | Ducati | Rivacold Snipers Team | 6     | 0     | 0       | 0     | 0  | 53  | 8e  |
| Totaal  | Totaal | Totaal | Totaal                | 38    | 4     | 9       | 0     | 2  | 352 |     |

#### Per klasse
| Klasse | Seizoenen  | 1e GP             | 1e podium                | 1e winst           | Races | Winst | Podiums | Poles | SR | Ptn | Kampioen |
| ------ | ---------- | ----------------- | ------------------------ | ------------------ | ----- | ----- | ------- | ----- | -- | --- | -------- |
| MotoE  | 2023-heden | Frankrijk 2023 R1 | Groot-Brittannië 2023 R2 | San Marino 2023 R2 | 38    | 4     | 9       | 0     | 2  | 352 | 0        |
| Totaal | 2023-heden | 2023-heden        | 2023-heden               | 2023-heden         | 38    | 4     | 9       | 0     | 2  | 352 | 0        |

#### Races per jaar
(vetgedrukt betekent pole positie; cursief betekent snelste ronde)
| Jaar | Klasse | Motor  | 1        | 2        | 3        | 4      | 5        | 6        | 7       | 8      | 9        | 10       | 11      | 12      | 13      | 14     | 15     | 16      | Pos | Ptn |
| ---- | ------ | ------ | -------- | -------- | -------- | ------ | -------- | -------- | ------- | ------ | -------- | -------- | ------- | ------- | ------- | ------ | ------ | ------- | --- | --- |
| 2023 | MotoE  | Ducati | FRA1 DNF | FRA2 5   | ITA1 DNF | ITA2 4 | DUI1 6   | DUI2 5   | NED1 9  | NED2 8 | GBR1 DNF | GBR2 3   | OOS1 13 | OOS2 13 | CAT1 5  | CAT2 3 | SMR1 3 | SMR2 1  | 6   | 150 |
| 2024 | MotoE  | Ducati | POR1 1   | POR2 DNF | FRA1 1   | FRA2 1 | CAT1 DNF | CAT2 DNF | ITA1 10 | ITA2 9 | NED1 DNF | NED2 DNF | DUI1 3  | DUI2 2  | OOS1 11 | OOS2 8 | SMR1 9 | SMR2 11 | 7   | 149 |
| 2025 | MotoE  | Ducati | FRA1 9   | FRA2 6   | NED1 4   | NED2 8 | OOS1 9   | OOS2 8   | HON1    | HON2   | CAT1     | CAT2     | SMR1    | SMR2    | POR1    | POR2   |        |         | 8*  | 53* |

* Seizoen nog bezig.